# Пісочник монгольський
Пісочник монгольський (Charadrius mongolus) — вид сивкоподібних птахів родини сивкових (Charadriidae).

## Поширення
Птах гніздиться в північно-східному Сибіру, Камчатці, Чукотці та Курильських островах, на Алясці, а також у Гімалаях вище лінії дерев. Зимує на морському узбережжі в Східній Африці, Південній та Південно-Східній Азії, Австралії та Океанії.

## Опис
Тіло завдовжки від 17 до 20 см. Розмах крил становить від 45 до 55 см. Маса варіює від 50 до 75 г. У шлюбному оперенні білий лоб розділений тонкою чорною смужкою посередині. Чорна маска обличчя проходить від основи дзьоба через очі до вушних плям. Верх голови коричневий, червонувато-коричнева смуга проходить від потилиці до грудей, біле горло розділене від рудих грудей тонкою чорною смугою. Спина та крила бурі. Нижня сторона тіла біла з маленькими червоними коричневими плямами з боків. Ноги оливково-коричневого кольору.
У зимовому оперенні відсутня маска обличчя та червонувато-коричневі груди. Оперення верхньої частини тіла птаха одноманітно буре, а в нижній частині тіла — біляве. Райдужки темно-коричневі. Дзьоб темно-бурий.